# SS Monopoli 1966
ASD Liberty Monopoli, włoski klub piłkarski mający swą siedzibę w Monopoli (Apulia). Klub został reaktywowany w 2003 roku, jako AC Monopoli, zaś w 2010 jako Liberty Monopoli. Obecnie gra w Serie C.